# Hummeltal
Hummeltal este o comună din districtul rural (germană: Landkreis) Bayreuth, regiunea administrativă (Regierungsbezirk) Franconia Superioară, landul Bavaria, Germania.